# Vito Avantario
Vito Avantario (* 3. November 1965 in Hamburg) ist ein deutschsprachiger Journalist und Autor.

## Leben
Nach dem Abitur in Hamburg studierte Vito Avantario Geografie, Ethnologie und Kulturwissenschaften in Hamburg und Lüneburg und unternahm Reisen nach Tokio 1992, Sao Paulo 1994, San Cristobal de las Casas in Chiapas/Mexiko 1995 und arbeitete in New York, Andria und Perugia.
Seine gesellschaftskritischen Reportagen, Interviews, Essays und Kurzgeschichten sind erschienen in Greenpeace Magazin, Stern, Brandeins, Magazin der Süddeutschen Zeitung, Tagesspiegel, Telepolis, Financial Times, Du (Schweiz) und Monocle (England). Schwerpunkte seiner Arbeit sind die Themen Umweltkatastrophen, Flucht, Migration, Menschenrechte. Bücher und Buchbeiträge dazu hat er in den Verlagen Körber Edition, Bertelsmann und Fischer TB herausgegeben.
Als Aktivist und Schriftsteller war er dem Bündnis Kanak Attak zugehörig, einem politisch motivierten Netzwerk von Einwanderern in Deutschland, dem auch der Schriftsteller Feridun Zaimoglu angehörte.
Als erster deutschsprachiger Autor hat er eine Biografie der italienischen Unternehmerfamilie Agnelli geschrieben.
Vito Avantario war von 2009 bis 2016 als Redakteur beim Greenpeace Magazin in Hamburg angestellt. Das Medium Magazin führte ihn im Jahr 2015 in der Top-Ten-Liste der Kategorien „Journalist des Jahres“ und „Reporter des Jahres“. Von 2018 bis 2019 war er Redakteur im Corporate Publishing Ressort des Wirtschaftsmagazins Brand Eins Wissen in Hamburg.

## Publikationen (Auswahl)
- Die Agnellis – die heimlichen Herrscher Italiens. Campus-Verlag, Frankfurt am Main/ New York 2002, ISBN 3-593-36906-0. (Aktualisierte Taschenbuchausgabe bei Bastei Lübbe, Bergisch Gladbach 2005, ISBN 3-404-61562-X.)
- Morgen Land. Neueste deutsche Literatur. Anthologie. S. Fischer Verlag, Frankfurt am Main 2000, ISBN 3-596-14755-7. Jamal Tuschick (Hrsg.)
- Rome. teNeues, Düsseldorf 2003, ISBN 3-8238-4578-0. (Fotos: Karsten Thormaehlen)
- Zweiheimisch – bikulturell leben in Deutschland. Co-Autor (mit Mely Kiyak und Ferdos Forudastan). Edition Körber-Stiftung, Hamburg 2006, ISBN 3-89684-063-0. (Hrsg.: Cornelia Spohn, mit einem wiss. Essay von Tarek Badawia.)
- In einer Welt ohne Regeln siegt immer der Starke über den Schwachen. – Interview mit dem Nobelpreisträger und einstigem Chefökonomen der Weltbank Joseph Stiglitz über die Radikalisierung westlicher Gesellschaften, die verfehlte Globalisierung und den Zerstörer Trump. (greenpeace-magazin.de)
- Ohne Atomkraft wird der Planet gegrillt – James E. Hansen ist einer der berühmtesten Klimawissenschaftler unserer Zeit:  1981 sagte er als einer der Ersten den Klimawandel voraus. Heute fordert er neue Atomkraftwerke, um die Nutzung der Kohle zu beenden. (greenpeace-magazin.de)
- Festland – Flüchtlinge, die es lebend nach Lampedusa schaffen, finden sich am Ende ihrer Reise im Wartezimmer des Lebens wieder. Dort stehen sie an für Asyl, Arbeit, Aufnahme. Kein anderer Ort in Europa steht symbolhafter für das Warten als die süditalienische Insel. Hier ist jeder mit jedem Schicksalhaft verbunden. (greenpeace-magazin.de)
- Das Leben danach – In Japan wächst ein Jahr nach der Erdbebenkatastrophe und dem Reaktorunglück von Fukushima die Wut der Menschen. (greenpeace-magazin.de)